# Pirro Bottaro
Pirro Bottaro (Milano, 17 marzo 1868 – Milano, 17 gennaio 1942) è stato un pittore italiano.

## Biografia
Studiò all'Accademia di belle arti di Brera.
Già famoso per l'ornamentazione in Lombardia, nel periodo tra il 1904 ed il 1923 decorò con graniglia rosata e marmo variegato la Basilica di San Giovanni Battista di Busto Arsizio.